# Башлуугийн Жамсранжав
Башлуугийн Жамсранжав (монг. Башлуугийн Жамсранжав; 8 октября 1884, Дзасагту-ханский аймак — 7 апреля 1965, Нью-Йорк) — Тэло-тулку (монг. Дилова хутагт) XI (V), монгольский религиозный и государственный деятель, монголовед.

## Биография

### Ранние годы и образование
Жамсранжав родился 8 октября 1884 года в Гун-Загдсамбарском хошуне Дзасагту-ханского аймака империи Цин (ныне сомон Тудэвтэй аймака Завхан) в местности на южном склоне горы Баян-Айраг, на берегу озера Ойгон-Нуур в семье 67-летнего арата Башлуу и 48-летней Гимбээ. Он был третьим ребёнком в семье, а по матери приходился двоюродным братом другому именитому хубилгану — Джалханцза-хутухте Дамдинбазару. Семья была небогатой, располагала всего двадцатью овцами, четырьмя коровами и двумя лошадьми.
Перерождение Дилова-хутухты среди ещё сорока детей, подходящих по признакам, опознал в пятилетнем Жамсранжаве Нарованчин-хутухта, — эти двое хубилганов традиционно проживали в Нарованчин-хийде и опознавали друг друга по очереди. С пяти лет Жамсранжав перебрался в монастырь и начал изучать тибетский язык и учить наизусть буддийские тексты. В шесть лет начал практиковаться в переводе на монгольский, а в двенадцать уже свободно переводил буддийские сутры с тибетского на монгольский и обратно. В семь лет принял обеты рабджунга, в 21 год стал гецулом, в 25 — цорджи, а в 29 лет — ваджрачарьей.

### В богдо-ханской Монголии и МНР

Жамсранжав (слева) со своим двоюродным братом С. Дамдинбазаром

В 1911 году Дилова-хутухта Жамсранжав выказал активное сочувствие событиям национальной революции, был одним из вдохновителей национально-освободительного движения. В 1919 году выполнял особые поручения на западной и южной границах, назначался войсковым ламой в армию Хатан-Батора Максаржава. В автобиографии Жамсранжава указано, что он вместе с Максаржавом и Бодо впервые поехал в Советскую Россию за помощью против китайской оккупации, однако делегация была вынуждена повернуть от Кяхты из-за отсутствия официального письма от Богдо-хана. По тому же источнику, в 1919 году Жамсранжав направился в северо-западную Монголию и Туву вместе с Максаржавом для усмирения волнений. Но Максаржав не позволил ему долгое время находиться с войсками, так как считал это слишком опасным.
В 1920 году был назначен на пост первого заместителя сайда (министра) Улясутая, позже стал сайдом и сохранял этот пост до установления власти Монгольской народной партии. В 1922 году вышел в отставку, в 1923 году временно вновь был назначен в Улясутай.
В 1930 году был осужден на 5 лет с отсрочкой исполнения приговора по делу тайджи Эрэгдэндагвы, обвинявшегося в намерении отправить письмо Панчен-ламе с сообщением о том, что жизнь в стране ухудшается, и с просьбой о помощи. Обвинявшийся по этому делу Манджушри-хутухта получил 10 лет с отсрочкой исполнения, Егуузэр-хутухта IV Жамсранжавын Галсандаш и много других духовных и светских лиц было расстреляно по обвинению в сношениях с Панчен-ламой IX, гоминьдановским Китаем и Японской империей. Дилова-хутухта, предвидя будущую расправу, вскоре сумел тайно выехать из Монголии, а Манджушри-хутухта не выехал и через несколько лет был расстрелян.

### Эмиграция

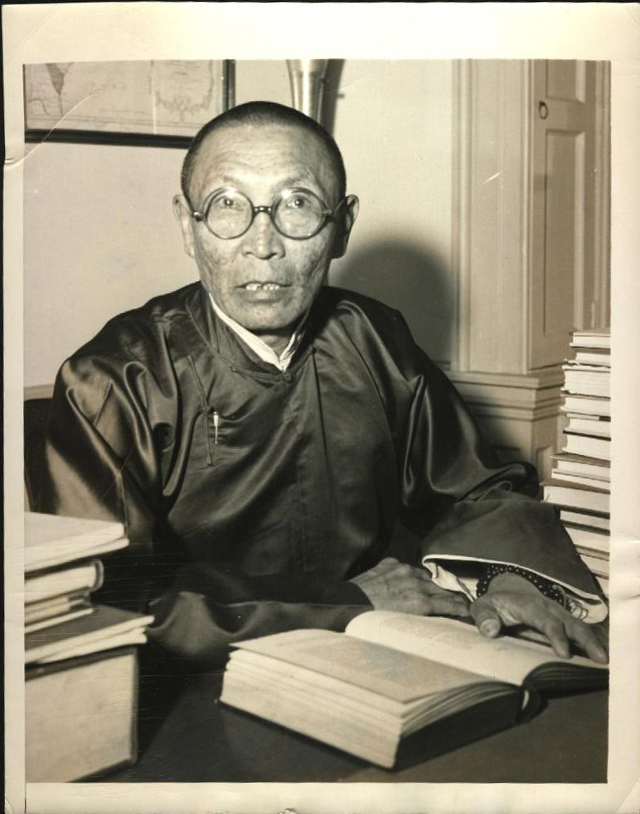
В эмиграции, 1949 год

26 февраля 1931 года, опасаясь за свою жизнь, Дилова-хутухта бежал из Монгольской республики во Внутреннюю Монголию, чем окончательно заслужил на родине прозвище предателя и беглеца. Там, скрываясь под именами «лейтенант Жамсран» и «гун», сотрудничал с режимами Чан Кайши и мэнцзянским прояпонским режимом Дэ-вана, встречался с Панчен-ламой, а также с юным Далай-ламой XIV во время своего трёхлетнего визита в Тибет. Участвовал в определении хубилгана Богдо-гэгэна IX.
В 1950 году американский востоковед О. Латтимор предложил Жамсранжаву эмигрировать в США, где тот начал читать курс лекций по монголоведению в Балтиморском университете. Стал хамбо-ламой храма Ницан, построенного в Хауэлле на средства калмыцкой общины штата Нью-Джерси.
В 1960 году Жамсранжав присутствовал на заседании Генассамблеи ООН, включившей Монгольскую республику в состав Организации на основании Декларации о предоставлении независимости бывшим колониям, сыграв немалую роль в переубеждении Чан Кайши, ранее считавшего страну частью Китайской республики.
Жамсранжав скончался 7 апреля 1965 года в Нью-Йорке. Следующим Дилова-хутухтой стал калмык американского происхождения Э. Б. Омбадыков, избранный впоследствии Шаджин-ламой Калмыкии.

### Дань памяти
- В районе Баянгол Улан-Батора есть улица Дилова-хутухты Жамсранжава (монг. Дилав хутагт Жамсранжавын гудамж).